# Type 094
O Type 094 (Nome de relatório da OTAN : Jin ) é uma classe de submarinos nucleares lançadores de mísseis desenvolvido pela China para a Marinha do Exército Popular de Libertação . 

## Armamento
Está armado com 12 JL-2 , cada um com um alcance estimado de 7.400 quilômetros. Cada míssil carrega uma ogiva. O Type 094 e o JL-2 é o primeiro dissuasor nuclear baseado no mar confiável da China.